# جری لاندن
جری لاندن (انگلیسی: Jerry London؛ زادهٔ ۲۱ ژانویهٔ ۱۹۴۷) کارگردان تلویزیونی، تهیه‌کننده فیلم، تهیه‌کننده تلویزیونی و کارگردان فیلم اهل ایالات متحده آمریکا است.
از فیلم‌ها یا مجموعه‌های تلویزیونی که وی در آن‌ها نقش داشته‌است، می‌توان به سرخ و سیاه، پزشک دهکده، قربانی عشق، فصلی از زندگی بزرگان و شوگون اشاره نمود.